# Wały
Wały este o arie protejată (sit de importanță comunitară — SCI) din Polonia întinsă pe o suprafață de 9,25 ha, integral pe uscat.

## Localizare
Centrul sitului Wały este situat la coordonatele 50°20′27″N 20°13′41″E / 50.3408°N 20.228°E.

## Înființare
Situl Wały a fost declarat sit de importanță comunitară în aprilie 2004 pentru a proteja 1 specie de plante.

## Biodiversitate
Situată în ecoregiunea continentală, aria protejată conține 2 habitate naturale: Formațiuni de Juniperus communis pe lande sau pajiști calcaroase, Pajiști uscate seminaturale și facies de acoperire cu tufișuri pe substraturi calcaroase (Festuco-Brometalia) (* situri importante pentru orhidee).
La baza desemnării sitului se află o specie protejată de  plante: Carlina onopordifolia.
Pe lângă speciile protejate, pe teritoriul sitului au mai fost identificate 31 de specii de plante.